# Steve Mac
Steve Mac, pseudonimo di Steve McCutcheon (Chertsey, 15 gennaio 1972), è un produttore discografico britannico.

## Biografia
Attivo fin dai primi anni '90 con diversi gruppi dance e DJ come Nomad e Undercover, ha collaborato con Caught in the Act, Ant & Dec, Boyzone, 5ive, Vanessa Amorosi, Westlife, A1, Stephen Gately, Atomic Kitten, Emma Bunton, Human Nature, Aaron Carter, Nick Carter, Ronan Keating, Gareth Gates, Sophie Monk, Kelly Clarkson, Clay Aiken, Il Divo, Steve Brookstein, Melanie C, Paul Potts, Katherine Jenkins, Delta Goodrem, Leon Jackson, Rhydian, Leona Lewis, Susan Boyle, JLS, The Saturdays, The Wanted, One Direction, Little Mix, Cover Drive, Inna, Union J, James Blunt, John Newman, Shane Filan, Nina Nesbitt, Jasmine Thompson, Jess Glynne, Selena Gomez, The Vamps, Demi Lovato, Anne-Marie, Sabrina Carpenter, Olly Murs, Charli XCX, Calvin Harris, Ella Henderson, Jessie J, Shane Filan, Rixton, Shakira, Clean Bandit, Birdy, Louisa Johnson, Steps, Pink, Zara Larsson, Liam Payne, Rita Ora, Chvrches, Robin Schulz, Tom Walker, Years & Years, Céline Dion, Ed Sheeran e altri.